# Aartsbisdom Davao
Het aartsbisdom Davao (Latijn: Archidioecesis Davaensis) is een rooms-katholiek aartsbisdom met als zetel Davao City, hoofdstad van de regio Davao Region, op de Filipijnen. De aartsbisschop van Davao is metropoliet van de kerkprovincie Davao, waartoe ook de volgende suffragane bisdommen behoren:
- Digos
- Mati
- Tagum

## Geschiedenis
Het aartsbisdom werd opgericht op 17 december 1949, als de territoriale prelatuur Davao, uit delen van het bisdom Zamboanga, en was suffragaan aan het aartsbisdom Cebu. Op 29 juni 1951 veranderde het van kerkprovincie en werd suffragaan aan het nieuw verheven aartsbisdom Cagayan de Oro. Op 11 juli 1966 werd het verheven tot bisdom. Op 29 juni 1970 werd het verheven tot metropolitaan aartsbisdom.
Het verloor gebied bij de oprichting van de territoriale prelatuur Tagum (1962) en het bisdom Digos (1979). 

## Parochies
Het aartsbisdom had in 2021 een oppervlakte van 2.443 km2 en telde 1.953.049 inwoners waarvan 77,9% rooms-katholiek was.

## Aartsbisschoppen
- Clovis Joseph Thibauld (prelaat: 29 december 1954, bisschop: 11 juli 1966, aartsbisschop: 29 juni 1970 - 9 december 1972)
  - Juan Nicolasora Nilmar (coadjutor: 3 januari 1967 - 18 april 1970)
- Antonio Lloren Mabutas (9 december 1972 - 6 november 1996; coadjutor sinds 25 juli 1970)
  - Pedro Rosales Dean (hulpbisschop: 12 december 1977 - 23 juli 1980)
  - Generoso Cambronero Camiña (hulpbisschop: 9 maart 1978 - 20 december 1979)
  - Patricio Hacbang Alo (hulpbisschop: 14 april 1981 - 9 november 1984)
  - Juan de Dios Mataflorida Pueblos (hulpbisschop: 29 april 1985 - 3 februari 1987)
  - Alfredo Banluta Baquial (hulpbisschop: 2 februari 1988 - 1 maart 1993)
- Fernando Robles Capalla (6 november 1996 - 11 februari 2012; coadjutor sinds 28 juni 1994, hulpbisschop: 2 april 1975 - 25 april 1977)
  - Guillermo Dela Vega Afable (hulpbisschop: 21 april 2001 - 24 april 2002)
  - George Beluso Rimando (hulpbisschop: 4 maart 2006 - heden)
- Romulo Geolina Valles (11 februari 2012 - heden)

## Galerij van afbeeldingen

Wapen van het aartsbisdom
Voormalig wapen van het aartsbisdom (1949-1972)
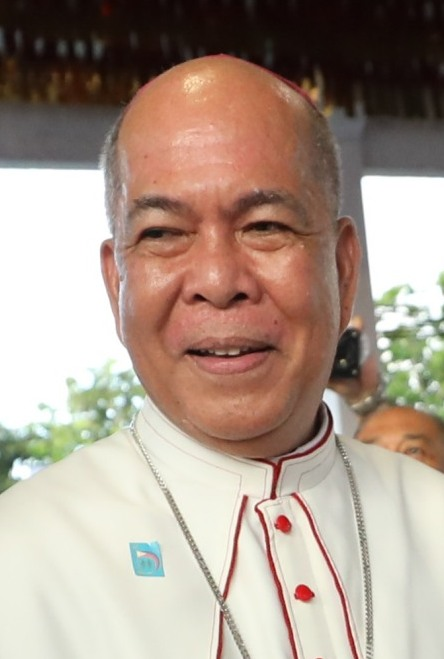
Aartsbisschop Romulo Geolina Valles (2012-heden)
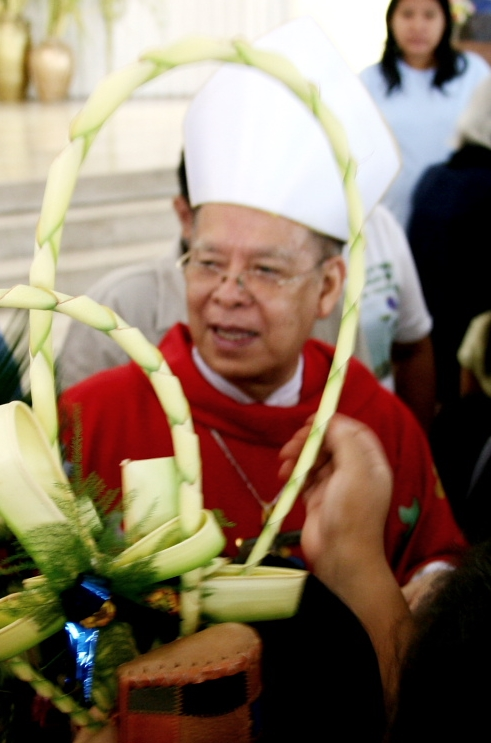
Aartsbisschop Fernando Robles Capalla (1996-2012)

Davao (aartsbisdom) · Digos · Mati · Tagum